# Громов Дмитро Євгенович
Дмитро́ Євге́нович Гро́мов (* 30 березня 1963, Сімферополь) — український письменник-фантаст. Твори, створені спільно з Олегом Ладиженським, публікує під колективним псевдонімом Генрі Лайон Олді.

## Біографія
Дмитро Євгенович Громов народився 30 березня 1963 року в Сімферополі. У п'ять років батьки відвезли його до Севастополя. 1974 переїхав до Харкова. Закінчивши 1980 року школу, Дмитро вступив до Харківського політехнічного інституту і закінчив його з відзнакою у 1986 році. Після навчання працював інженером-хіміком на харківському підприємстві «Карбонат». У 1998 році вступив до аспірантури на катедру загальної та неорганічної хімії Харківського політехнічного інституту. Навчання завершив у 1991 році, але дисертацію не захищав. Одружений з 1989 року, тоді ж народився син.
Фантастичні твори пише від 1976 року. Перша публікація — «Координати смерті» (1991). Основна частина творчости створена у співавторстві з Олегом Ладижиненським. Їх першою публікацією стало оповідання «Щастя у письмовому вигляді» (1991).